# Großer Zillmannsee
Der Große Zillmannsee ist ein See auf dem Gebiet der Gemeinde Kargow im Landkreis Mecklenburgische Seenplatte in Mecklenburg-Vorpommern. Er hat eine Größe von 14,1 Hektar und liegt auf 66,5 m ü. NHN. Die maximale Ausdehnung des langgestreckten Sees beträgt 930 Meter mal 160 Meter. Er hat weder einen Zu- noch Abfluss, ist aber über einen verkrauteten Graben mit dem nur 130 Meter Richtung Süden entfernten und gleich hoch gelegenen Kleinen Zillmannsee verbunden.
Der Große Zillmannsee liegt innerhalb der Kernzone (Zone I) des Müritz-Nationalparks und direkt östlich des Käflingsbergturms, einem Aussichts- und Sendeturm.

## Siehe auch

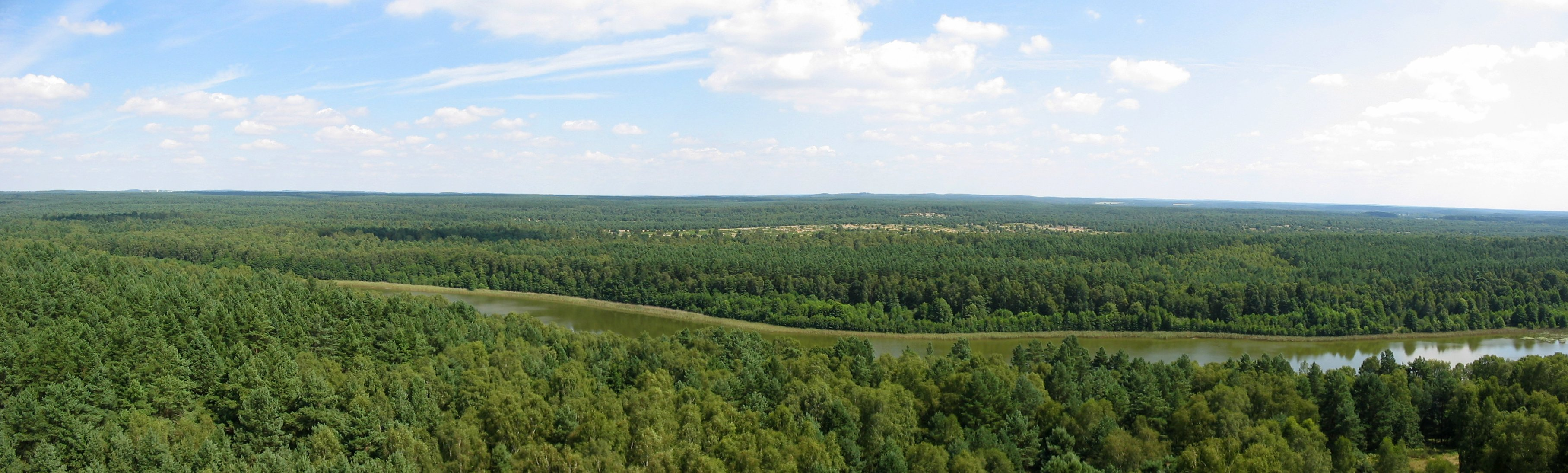
Großer Zillmannsee, Blick vom Käflingsbergturm